# Portelândia
Portelândia is een gemeente in de Braziliaanse deelstaat Goiás. De gemeente telt 3.321 inwoners (schatting 2009).

## Aangrenzende gemeenten
De gemeente grenst aan Mineiros (enclave).